# Micrurus browni
Micrurus browni là một loài rắn trong họ Rắn hổ. Loài này được Schmidt & Smith mô tả khoa học đầu tiên năm 1943.

## Hình ảnh

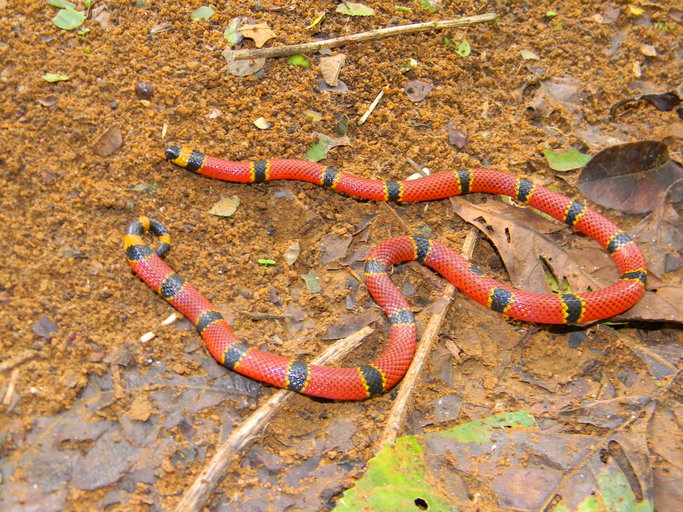